# Michel Baranger
Michel J. L. Baranger (* 31. Juli 1927 in Le Mans; † 1. Oktober 2014 in Tucson) war ein französisch-amerikanischer theoretischer Physiker.
Baranger besuchte die 1945 bis 1949 École normale supérieure und wurde 1951 an der Cornell University bei Hans Bethe mit einer Arbeit über relativistische Korrekturen der Lamb-Verschiebung (die Bethe vorher nicht-relativistisch berechnet hatte) promoviert. In Cornell und danach 1953 bis 1955 am Caltech war er auch Assistent von Richard Feynman. Ab 1955 war er am Carnegie Institute of Technology, wo er 1956 Assistant Professor und 1964 Professor wurde, und ab 1969 Professor am MIT, wo er Professor Emeritus war. Außerdem war er am New England Complex Systems Institute.
1961/62 war er Senior Fellow der National Science Foundation an der Sorbonne.
Baranger beschäftigte sich neben Quanten-Elektrodynamik vor allem mit Kernphysik (mikroskopische Theorie von Kernmodellen, kollektive Kernmodelle), ab den 1990er Jahren aber auch mit der nichtlinearen Dynamik und Chaostheorie (Übergang zum Quantenchaos insbesondere in der Vielteilchentheorie, Thermodynamik und Chaos).
Er war seit 1951 mit der an der University of Pittsburgh tätigen Physik-Professorin  und theoretischen Kernphysikerin Elizabeth Urey Baranger (* 1927) verheiratet und hatte zwei Söhne und eine Tochter. Er war US-amerikanischer Staatsbürger. Er war Fellow der American Physical Society.